# Caecidotea simulator
Caecidotea simulator is een pissebed uit de familie Asellidae. De wetenschappelijke naam van de soort is voor het eerst geldig gepubliceerd in 1999 door Lewis.